# Dicranota complicata
Dicranota (Rhaphidolabis) complicata là một loài ruồi trong họ Pediciidae. Chúng phân bố ở vùng sinh thái Palearctic.